# Jan Meier
Jan Meier (geboren 1969 in Lübeck) ist ein deutscher Bühnen- und Kostümbildner. 

## Leben
Nach einer Lehre zum Kürschner und einem Designstudium entdeckte Meier 1998 „seine Leidenschaft für das Theater“. Zuerst war er als Kostümassistent tätig – unter anderem am Theater Freiburg, am Theater Basel und am Schauspiel Köln, ab 2001 als freischaffender Kostümbildner. Bereits ab 2003 folgten erste Arbeiten auch als Bühnenbildner – in Schauspiel und Oper, Kindertheater und Tanz, in Dortmund, Düsseldorf, Freiburg, Klagenfurt, Linz, St. Gallen, Wien und Wladiwostok. 
Er gestaltete die Kostüme für Inszenierungen von Michael Simon (Romeo und Julia) und Alfred Kirchner (Aida) und arbeitete regelmäßig mit der Regisseurin Amélie Niermeyer – für Fontanes Effi Briest, Shakespeares Wie es euch gefällt und Tschechows Drei Schwestern. Eine langjährige und enge Zusammenarbeit verbindet ihn mit dem in London geborenen, aber in Wien lebenden Regisseur Henry Mason. Meiers Debüt bei den Salzburger Festspielen 2013 mit Shakespeares Sommernachtstraum war bereits die zwölfte gemeinsame Produktion von Regisseur und Ausstatter. Begonnen hatte die Zusammenarbeit mit zwei Operninszenierungen: 2003 mit Händels Ariodante, einer Produktion der Opera da Camera Linz beim theaterspectacel Wilhering, sowie 2004 mit der Kinderoper Die feuerrote Friederike von Elisabeth Naske und Theresita Colloredo nach dem Roman von Christine Nöstlinger, einer Produktion der Volksoper Wien im Kinderzelt der Wiener Staatsoper. Es folgten eine Reihe von gemeinsamen Schauspiel- und Musical-Produktionen, darunter Charles Dickens’ Große Erwartungen, Shakespeares Cymbeline und Der Zauberer von Oz. Parallel zur Zusammenarbeit mit Henry Mason arbeitete Meier in den 2010er Jahren auch am Münchner Theater am Gärtnerplatz (Berlin 1920 – Eine Burleske), am Theater der Jugend Wien (Lindgrens Die Brüder Löwenherz)  und an der Novaya Opera in Moskau (Le nozze di Figaro). Wiederum mit Mason zeichnete er im Dezember 2015 für die Ausstattung der Uraufführung einer Kinderoper an der Wiener Staatsoper verantwortlich – für Fatima oder von den mutigen Kindern von Rafik Schami und Johanna Doderer.
Jan Meier fungiert seit 2008 als Leiter der Kostüm- und Maskenabteilung der Ruhrtriennale.

## Bühnenarbeiten (Auswahl)

### Schauspiel
- 2013: Ein Sommernachtstraum von Shakespeare – Salzburger Festspiele (R: Mason) Bühne und Kostüme
- 2015: Die Komödie der Irrungen von Shakespeare – Salzburger Festspiele (R: Mason) Kostüme
- 2016: Der Ignorant und der Wahnsinnige von Thomas Bernhard – Salzburger Festspiele (R: Gerd Heinz) Kostüme

### Oper
- 2003: Ariodante von G.F. Händel – Opera da Camera Linz, Wilhering (R: Mason), Kostüme
- 2004: Aida (Oper) von Giuseppe Verdi  – Theater Freiburg Berlin (R: Kirchner) Kostüme
- 2006: Der Barbier von Sevilla von Gioachino Rossini – Theater Dortmund (R: Mason) Kostüme
- 2014: Le nozze di Figaro von da Ponte/Mozart – Novaya Opera Moskau (R: Aleksey Veiro) Kostüme
- 2015: Fatima oder von den mutigen Kindern von Rafik Schami/Johanna Doderer – Wiener Staatsoper (R: Mason) Bühne und Kostüme